# Črno jezero, Bohinj
Črno jezero (1319 mnm) je najnižje ležeče oziroma zadnje jezero v dolini Triglavskih (sedmerih) jezer. Svoje ime je dobilo zaradi lege v kotanji sredi gozda, ki se razprostira tik za robom Komarče. Zaradi razmeroma nizke nadmorske višine je najtoplejše izmed Sedmerih jezer. Dolgo je 150 m, široko 80 in globoko do 6 m. Hidrološko je povezano z višjeležečimi jezeri, katerih vode se preko Črnega jezera stekajo v slap Savica (izvir Save Bohinjke). V jezeru biva več vodnih živalskih vrst.